# Kozlovice (Přerov)
Kozlovice (německy Kozlowitz) jsou vesnice, část statutárního města Přerova. Nachází se asi 3 km na východ od Přerova. Prochází zde silnice II/434. V roce 2009 zde bylo evidováno 215 adres. Žije zde 589 obyvatel.
Přerov IV-Kozlovice leží v katastrálním území Kozlovice u Přerova o rozloze 2,37 km2.